# وليام مولتون مارستون
وليام مولتون مارستون (بالإنجليزية: William Moulton Marston)‏ معروف أيضا باسمه القلمي تشارلز مولتون مواليد 9 مايو 1893 في ماساتشوستس - الوفاة 2 مايو 1947 في نيويورك، كان عالم نفس، محام، مخترع وكاتب أمريكي. اشتهر بكونه من ابتكر شخصية المرأة المعجزة. أدخل في قاعة مشاهير القصص المصورة في 2006. تعلم في جامعة هارفارد وحصل على درجة البكالوريوس في سنة 1915، بكالوريوس في الحقوق في سنة 1918 وعلى درجة الدكتوراه في علم النفس في سنة 1921.

## وصلات خارجية
- وليام مولتون مارستون على موقع IMDb (الإنجليزية)
- وليام مولتون مارستون على موقع الموسوعة البريطانية (الإنجليزية)
- وليام مولتون مارستون على موقع إن إن دي بي (الإنجليزية)
- وليام مولتون مارستون على موقع قاعدة بيانات الفيلم (الإنجليزية)